# Équation aux dérivées partielles elliptique
En mathématiques, une équation aux dérivées partielles linéaire du second ordre, dont la forme générale est donnée par :
{\displaystyle \sum _{i,j=1}^{n}{a_{ij}(\mathbf {x} ){\dfrac {\partial ^{2}f}{\partial x_{i}\partial x_{j}}}}+\sum _{i=1}^{n}{b_{i}(\mathbf {x} ){\dfrac {\partial f}{\partial x_{i}}}}+c(\mathbf {x} )f=h(\mathbf {x} ),\ \ \ \mathbf {x} \in U\subset \mathbb {R} ^{n}}
est dite elliptique en un point donné x de l'ouvert U si la matrice carrée symétrique {\displaystyle A(\mathbf {x} )=\left(a_{ij}\right)_{1\leq i,j\leq n}} des coefficients du second ordre admet des valeurs propres non nulles et de même signe.

## Exemples
En physique, les équations de Laplace, {\displaystyle \Delta V=0} et de Poisson {\displaystyle \Delta V+{\frac {\rho }{\epsilon _{0}}}=0} pour le potentiel électrostatique {\displaystyle V=V(\mathbf {r} )} respectivement dans le vide et pour la distribution de charges {\displaystyle \rho =\rho (\mathbf {r} )} sont de type elliptique. En effet la matrice A est ici la matrice unité, et donc ses valeurs propres sont toutes égales à 1, donc non nulles et de même signe.
En revanche pour l'équation d'onde scalaire {\displaystyle {\frac {\partial ^{2}f}{\partial t^{2}}}-c^{2}\Delta f=0} la matrice A est donnée par {\displaystyle {\begin{pmatrix}1&0&0&0\\0&-c^{2}&0&0\\0&0&-c^{2}&0\\0&0&0&-c^{2}\end{pmatrix}}}, donc elle possède des valeurs propres non nulles, 1 et -c2, mais de signe opposé. Il ne s'agit donc pas d'une équation aux dérivées partielles elliptique, mais d'une équation aux dérivées partielles hyperbolique.